# Kissing Darkness
Kissing Darkness es una película de comedia, suspenso y terror dirigida y escrita por James Townsend y protagonizada por Kyle Blitch, Ronnie Kroell, Sean Paul Lockhart, Daniel Berilla, Griffin Marc y Nick Airus. La película se rodó en el sur de California a finales del verano de 2012.

## Argumento
Un grupo de universitarios, aburridos con la "vida gay" cotidiana de Los Ángeles, deciden saltarse el fin de semana del Orgullo a cambio de un viaje de campamento en el bosque.  Rápidamente superados por el aburrimiento en su nuevo entorno, los chicos se aventuran en un juego que finalmente desata el espíritu vengativo de una leyenda local conocida como Malice Valeria.  Superados por su plan mortal de amor contaminado y su sed de recuperar lo que se perdió hace mucho tiempo, los chicos ahora deben unirse antes de ser víctimas de los venenos de un corazón roto.

## Reparto
- Ronnie Kroell como Brett

- Sean Paul Lockhart como Jonathan

- Nick Airus como Vlad

- Kyle Blitch como Skylar

- James Townsend como Brendan

- Daniel Berilla como Ashton

- Marc Griffin como Keith

- Sean Benedict como Amante de Brendan

- Ish Bermúdez como Víctima del vampiro

- Roger Duplease como Prometido

- Griffin Marc como Keith

- Allusia Alusia como Lesbiana # 1

- Kyan Loredo como Mejor amigo

- Misty Violet como Lesbiana # 2[1]

## Producción
La película había estado entrando y saliendo de producción desde 2006. El cuarto intento la convirtió en realidad.  Donna Michelle, hermana del guionista y director James Townsend, estaba originalmente programada para interpretar el papel de Malice Valeria.  Originalmente se suponía que Townsend interpretaría el papel principal de Brett. Sin embargo, una vez que la producción estuvo en la vía rápida, renunció al papel, solo permitiéndose aceptar el papel mucho más pequeño de Brendan. La película originalmente estaba programada para ser protagonizada Benjamin Gilbert (también conocido como Caleb Carter). Después de la muerte de Gilbert en febrero de 2009, la película quedó en suspenso.